# Noćna mora Željka Malnara
Noćna mora Željka Malnara ili Nightmare Stage by Željko Malnar bio je noćni talk show autora Željka Malnara koji se od 3. listopada 1992. subotom navečer uživo emitirao od 22:00 do jutarnjih sati (ponekad čak 6:00 ili 8:00) na televizijskoj postaji OTV, a od 2005. godine na Z1 Televiziji. Emitiranje Noćne more službeno je završilo 26. lipnja 2010. S vremenom je emisija zbog svoje jedinstvene originalnosti i rušenja tabua stekla kultni status i veliku gledanost. Željko Malnar često je isticao kako je Noćna mora antitelevizijska emisija, drugim riječima sve suprotno od onoga što jedna televizijska emisija predstavlja.
Zagrebački odbor Gradske skupštine za javna priznanja na prijedlog zastupnika zagrebačke skupštine političke stranke HSP, 2004. godine nominirao je Noćnu moru za dodjelu Plakete Grada Zagreba, i to "za njezinu autentičnost, hrabro suprotstavljanje umjetnom virtualnom svijetu, lažnim veličinama i društvenoj hipokriziji". Međutim, navedena nominacija nije prihvaćena nakon što je Hrvatski helsinški odbor, tada na čelu sa Žarkom Puhovskim, ustvrdio da se u toj emisiji "beskrupulozno koriste hendikepirane osobe i širi rasizam".

## Ekipa Noćne more
Ekipu Noćne more činili su ljudi koji su bili potpuni anonimni, osebujni i neobični prijatelji i susjedi Željka Malnara. Jedinstvenost emisije i primamljivost velikom broja gledatelja bila je u tome što je Malnar pred televizijskim kamerama rušio tabue na način da je dovodio svoje prijatelje čudnovatih i duhovitih nadimaka koji su u stvarnom životu ljudi s margine društva nižih intelektualnih sposobnosti, siromasi, alkoholičari s ulice te socijalni slučajevi, a o kojima je on privatno skrbio i brinuo. Tijekom trajanja emisije, zahvaljujući Malnaru, članovi ekipe od potpunih anonimaca postaju javno poznate ličnosti koje ljudi zaustavljaju na ulici kako bi se uslikali sa njima.
Željko Malnar je zagrebačko naselje Pešćenica proglasio "Republikom", sebe doživotnim "predsjednikom", a svoje prijatelje iz emisije imenovao je "ministrima". Sve to zapravo je Malnar koristio kao satiričku platformu kako bi kroz vlastitu emisiju ismijao političku scenu i prikazao pravo stanje društva u kojem se nalazio. Pa su tako popularne likove Noćne more činili:
- Zvonimir Levačić "Ševa" - Ministar obrane Republike Peščenice
- Vladimir "Vlado" Matijević "Jaran"/"Jajan" - obični novinar
- Remzo Krak-Sirotković - Urednik vijesti i narodni pjesnik
- Sead Hasanović "Braco" CroRom - Zastupnik romske nacionalne manjine
- Nediljko Alagušić "Tarzan" - Ministar ćudoređa Republike Peščenice
- Stanislav Hrenović "Stankec" - Narodni tribun Republike Pešćenice
- Nenad Blatnik "Cezar" - Pjevač i bivši boksački prvak
- Ivica Lako "Laki" - Plesač i ovisnik o marihuani
- Siniša Polovina "Gibo iz Kutine" - Pjevač
- Emir Ilijaš - Erotski pjesnik
- Ivan Plehan "Ivek" - Najbolji harmonikaš svih vremena
- Darko Đugumović - Pjevač-imitator
- Ljubomir Đomešić "Ljubo" - Filozof i mudrac
- Darko Dijanović "Darkec" - Hrvat koji želi postati Srbin
- Darijan Mišak "Dačo/Galeb" - Najbolji izvođač pjesme "Moj galebe" svih vremena
- Krešimir Ricijaš "Đovani" - Podvojena ličnost, perač prozora koji misli da je pilot
- Ivo - Ribar sa otoka Oliba
- Ali Milai - Trbušni plesač
- Bruno Tomašić "Anđa" - Predsjednikovo sunce uneređeno
- Baka Milica - Prodavačica sa zagrebačke place
- Dubravka Carić - bivša Jaranova ljubav
- Husnija Hrustić - Voditeljica vremenske prognoze
- Hasan Hrustić "Draki" - Husnijin sin
- Sandra Dabo - Pjevačica i voditeljica "Golih vijesti"

Malnarov dugogodišnji suradnik i producenta emisije Nedjeljko Badovinac Jumbo rijetko se pojavljivao ispred kamera, ali je uz Malnara bio zadužen za režiranje programa, kamere i sve detalje izvan etera. Jumbo je svojim specifičnim humorom zaslužan za mnoge duhovite i upečatljive scene u emisiji. Neki od živopisnih sadržaja u sklopu emisije koji su uključivali Jumbove ideje i Malnarovu hrabrost bili su primjerice ironiziranje popularnih TV formata na originalno duhovit način sa drugih televizija, kao što su primjerice Dnevnik, kviz Tko želi biti milijunaš?, glazbeno natjecanje Dora, Srcolovka preinačena u "Picolovka" i drugi.
Ekipa Noćne more privatno se često sastajala u autopraonici u sklopu koje je bio kafić Hampy čiji je vlasnik prijatelj Željka Malnara, Hamdija Kahrić. Upravo je u njegovom kafiću i osnovan parlament samoproglašene Republike Pešćenica te su se znale održavati i fešte povodom "Dana državnosti Republike Pešćenice". Godinu dana nakon Malnarove smrti, Hamdija Kahrić zvani Hampy organizirao je konjaničku karavanu budući da je Malnar poznat po tome što je 1991. godine na prvi Dan državnosti Republike Hrvatske na konju prejahao put Aleksandra Velikog krenuvši iz Karlovca.

## Gosti
Noćna mora obilovala je psovkama i uvredama svih vrsta, a nije nedostajalo ni fizičkih obračuna. U takvoj su atmosferi gostovale brojne osobe iz političkog i javnog života Hrvatske, koje su, ili pod utjecajem alkohola ili isprovocirane gledateljima koji su ih nazivali telefonom, ponekad znale izlanuti nekakvu tajnu ili nešto čime se osoba na javnoj sceni ne bi trebala ponositi.
Emisija je bila koncipirana na način da su se gledatelji telefonskim putem mogli uključivati uživo u program, što se nerijetko pretvaralo u obostrano vrijeđanje s domaćinima ili gostima emisije. Pa su tako ostala zapamćena gostovanja javnosti poznatih osoba poput glazbenika Siniše Vuce, književnika i prevoditelja Predraga Raosa, političara Mladena Schwartza, kiropraktičara Ante Pavlovića, nogometaša Silvia Marića, predsjednika nogometnog kluba Hrvatski dragovoljac Stjepana Spajića, te brojnih drugih.
U Malnarovoj emisiji hrvatska javnost je prvi puta u eteru imala priliku upoznati Milana Radonjića, poznatijeg pod nadimkom Vidoviti Milan ili Milan Tarot. On je stekao veliku popularnost svojim zabavnim "proročanstvima" sudbine koje je telefonom davao gledateljima s cijelog Balkana. Vidoviti Milan je karijeru započeo u noćnim terminima lokalnih televizijskih stanica u Srbiji, a nakon toga su ga gledatelji u Hrvatskoj upamtili po subotnjim gostovanjima upravo u Noćnoj mori Željka Malnara.
Također svoje prvo pojavljivanje u hrvatskim medijima kroz emisiju Noćna mora imao je i Goran Žižak, bosanskohercegovački turbofolk pjevač poznatiji pod imenom DJ Krmak, koji je popularnost stekao neobičnim pjesmama, performansom te nesvakidašnjim izgledom.
Česti gost Noćne more bio je Zoran Krivić koji je putem TV aukcije prodavao slike. Krivić je u nekoliko navrata hapšen pod optužbom da se bavi prodajom krivotvorenih umjetnina, a u nekom trenutku imao je protiv sebe 23 kaznene prijave za prodaju falsificiranih i krivotvorenih slika.
Ponekad je iznerviran i pod utjecajem alkohola Malnar satima držao monologe u kojima je govorio stvari od anegdota sa svojih brojnih putovanja, preko vlasti i politike do socijalnih i svakodnevnih tema. Povremeno je palio cigaretu u programu što je tada bilo strogo kažnjivo. Gledateljima se ponekad obraćao riječima: "Jadnici, ugasite televizor i idite spavati!" "Idiote, zar nemaš pametnijeg posla, nego gledati televiziju u tri ujutro! Hajde, laku noć!" "Što je, bijedniče, nemaš novaca za biti vani, nego mene moraš gledati na svome malom bijednom crnobijelom televizoru?" "Ako vam se ne sviđa emisija, uzmite daljinski i okrenite imate sto drugih programa, kreteni!"

## Zanimljivosti emisije iz drugih medija
Nightmare Stage je bio naziv Malnarove kolumne koja se redovito objavljivala u tjedniku Globus.
4. listopada 2003. godine Noćna mora ugostila je poznatog košarkaša Dennisa Rodmana, koji je u Zagreb doputovao samo zbog sudjelovanju u emisiji nakon što mu je njegov prijatelj Hrvat Toni Kukoč pokazao putem interneta.
5. veljače 2005. emitirana je emisija u kojoj su prikazani isječci iz amaterskog porno filma 'Kozjak', koji su izazvali buru javnosti nakon čega je nekoliko tjedana kasnije Vijeće za elektroničke medije donijelo odluku o oduzimanju koncesije emitiranja programa OTV-a na 24 sata. Nekoliko mjeseci nakon toga Malnar poslije 15 godina emitiranja emisije na OTV-u odlučuje preseliti na Z1 televiziju, gdje ostaje do zadnje emisije 26. lipnja 2010.
24. veljače 2007. u emisiji je gostovao predsjednik Partije podunavskih Srba Rade Leskovac. Ovo gostovanje izazvalo je brojne kontroverze i negativne reakcije gledateljstva koji su mu slali prijeteće poruke putem telefonskih poziva uživo u program. Tri dana nakon emisije, 27. veljače 2007. godine, Željko Malnar je pretučen u kafiću Kod Mike gdje se ekipa često sastajala. Napadač je bio gledatelj iznerviran gostovanjem Rade Leskovca, doputovao je iz Osijeka te s leđa prišao i izudarao Malnara metalnom šipkom po glavi, zbog čega je iste večeri hospitaliziran u zagrebačkoj bolnici 'Merkur'.
Zvonimir Levačić Ševa preminuo je 5. svibnja 2010. Vijest o smrti legendarnog Ševe objavile su i velike hrvatske medijske kuće. Tri godine poslije, 9. srpnja 2013, preminuo je i autor Noćne more Željko Malnar. A od ekipe do danas umrli su još i Ivek, Ali, Ljubo, Ivo ribar s Oliba, baka Milica, Stankec, Tarzan, Laki. Producent emisije Nedjeljko Badovinac Jumbo preminuo je 5. studenog 2022.